# En vandring bland molnen
En vandring bland molnen, originaltitel A Walk in the Clouds, är en amerikansk-mexikansk film från 1995 baserad på filmen Fyra steg i det blå från 1942.

## Handling
Paul återvänder hem efter andra världskriget. Han drömmer om att bygga upp ett liv för sig och sin fru och arbetar som handelsresande. På en av sina resor träffar han Victoria, som är gravid och ogift. Paul ställer upp och spelar hennes man för att rädda hennes rykte. Hennes familj välkomnar honom, men fadern misstänker att allt inte är som det ska. Paul och Victorias "förhållande" utvecklas till kärlek, men han känner ansvar för sin fru och reser hem igen för att finna henne i sängen med en annan man. Han inser då att Victoria är kvinnan i hans liv och reser tillbaka till henne med förhoppningen att kunna bli hennes man på riktigt.

## Om filmen
Filmen spelades in den 27 juli-7 oktober 1994 på ett flertal platser i Kalifornien. Den hade världspremiär i Japan den 27 maj 1995 och svensk premiär den 15 september samma år, åldersgränsen är 11 år.
Filmen har visats på TV4 och släpptes på video i mars 1996.

## Rollista (urval)
- Keanu Reeves - Paul Sutton
- Aitana Sánchez-Gijón - Victoria Aragon
- Anthony Quinn - Don Pedro Aragon
- Debra Messing  Betty Sutton

## Musik i filmen
- Crush the Grapes, text Alfonso Arau, musik Leo Brouwer, framförd av Roberto Huerta, Juan Jimenez, Febronio Covarrubias och Ismael Gallegos
- Mariachi's Serenade, text Alfonso Arau, musik Leo Brouwer, framförd av Roberto Huerta, Juan Jimenez, Febronio Covarrubias och Ismael Gallegos
- Beer Barrel Polka, skriven av Wladimir A. Timm, Jaromir Vejvoda och Lew Brown
- Cancion Mixteca, skriven av Jose Lopez Alavez, framförd av Ismael Gallegos

## Utmärkelse
- 1996 - Golden Globe - bästa originalmusik i spelfilm, Maurice Jarre